# Ракув (Любуське воєводство)
Ракув (пол. Raków, нім. Rackau) — село в Польщі, у гміні Свебодзін Свебодзінського повіту Любуського воєводства.
Населення — 339 осіб (2011).
У 1975-1998 роках село належало до Зеленогурського воєводства.

## Демографія
Демографічна структура станом на 31 березня 2011 року:
|          | Загалом | Допрацездатний вік | Працездатний вік | Постпрацездатний вік |
| -------- | ------- | ------------------ | ---------------- | -------------------- |
| Чоловіки | 177     | 50                 | 114              | 13                   |
| Жінки    | 162     | 37                 | 95               | 30                   |
| Разом    | 339     | 87                 | 209              | 43                   |